# Campylaspis akabensis
Campylaspis akabensis är en kräftdjursart som beskrevs av Mihai Bacescu och Zarui Muradian 1975. Campylaspis akabensis ingår i släktet Campylaspis och familjen Nannastacidae. Inga underarter finns listade i Catalogue of Life.